# إرنست ريختر
إرنست ريختر (بالألمانية: Ernst Friedrich Richter) (و. 1808 – 1879 م) هو ملحن، وموزع (موسيقى)، وعالم موسيقى، وقائد جوقة، ومنظر موسيقى، ومعلم موسيقى، وأستاذ جامعي ألماني، يستخدم آلات الأرغن ذو الأنابيب، توفي في لايبزيغ، عن عمر يناهز 71 عاماً.

## روابط خارجية
- إرنست ريختر على موقع ميوزك برينز (الإنجليزية)